# 木下勝寿
木下 勝寿（きのした かつひさ、1968年10月12日 - ）は、日本の実業家、マーケッター、作家。株式会社北の達人コーポレーション（東証プライム上場）代表取締役社長。兵庫県神戸市出身。関西大学在学中に学生企業を経験し、卒業後は株式会社リクルートで勤務。2002年、eコマース企業「株式会社北の達人コーポレーション」設立。独自のWEBマーケティングと管理会計による経営手法で東証プライム上場を成し遂げ、一代で時価総額1000億円企業に。フォーブス アジア「アジアの優良中小企業ベスト200」を4度受賞。東洋経済オンライン「市場が評価した経営者ランキング2019」1位。日本政府より紺綬褒章8回受章。著書に『売上最小化、利益最大化の法則』『ファンダメンタルズ×テクニカルマーケティング』『時間最短化、成果最大化の法則』『チームX』『「悩まない人」の考え方』があり、著作累計28万部を超える。

## 経歴
兵庫県神戸市生まれ。関西大学経済学部を卒業。
学生時代から起業を志す。坂本龍馬が好きで、竜馬のように時代の変わり目で大きな役割を果たしたいと考える。またテレビドラマ『北の国から』が好きで北海道に住みたいと思う。そこで真田哲弥（東証1部のKLab社長）が作った学生企業株式会社リョーマに参画。後に当時の仲間のうち半分程が上場企業の経営者となっている。
1992年（平成4年）4月、株式会社リクルートに入社。
紙媒体の求人情報誌の頃で、5年間あらゆる業界へ営業する。経済の仕組みや業界の流れを理解し、独立して起業することを決意。
1999年（平成11年）12月、合資会社サイマートを設立。ノープランで独立したものの、最初はプランナーとして仕事も順調だったが、2年目で食えなくなる。財布の中に50円しか入っていない状態で電車にも乗れず、廃業して肉体労働のアルバイトをしながら、もう一回起業の機会を待つ。その後「ビジネスはリピートが必須」との結論に至り、自身が北海道に20回以上旅行して北海道好きだったので、北海道の商品は必ず売れると感じ蟹やメロンなど北海道の特産品を扱うネットショップの出店を構想する。
2000年（平成12年）5月、北海道特産品販売サイト「北海道・しーおー・じぇいぴー」を立ち上げる。当時のネット通販の規模は小さく、検索エンジンでどうすれば上位に行くか研究して、スタート半年で月10万円の売上げになり、1年経って月100万円の売上げになった。当時は実質1人でやっていたが、2年で給料が取れるようになり、起業して2年経って大阪から北海道に移住する。
2002年（平成14年）5月、株式会社北海道・シーオー・ジェイピー（2009年株式会社北の達人コーポレーションに商号変更）を設立し、代表取締役社長に就任。蟹でも足の欠けたものや規格外品の農畜産物を扱うネット通販『わけありグルメ』でマスコミから多くの取材を受けた。
その後、アイデア勝負のネットビジネスは長続きしないと実感。「この商品が気に入った」「また買いたい」というオンリーワンの自社商品がないと、ブームは一過性で終わることに改めて気づかされる。『北の快適工房』では、オリゴ糖やポリフェノール、砂糖など道産原料を使ったブームに影響されぬ健康食品や化粧品を扱う形とし、ブームと関係のないオリジナル商品を軸として目立つことは一切せずに骨太に事業を進めていこうと決めた。
2012年（平成24年）5月29日、札証アンビシャスに上場する。上場を意識したキッカケは、2000年頃にサイバーエージェントが創業2年で上場したのを知って衝撃を受けたから。さらに同時期、ホリエモンこと堀江貴文がオン・ザ・エッヂの上場をしたときテレビの会見で「27歳で上場するなんて、すごいですね」という記者の質問に堀江が「すごくない。皆上場しようと思っていないから上場できないだけ。上場基準を知っていますか」と答えていたのがとても印象に残った。
2013年（平成25年）札幌証券取引所本則市場（通常市場）上場。
2014年（平成26年）東京証券取引所の市場第二部（東証二部）上場。
2015年（平成27年）東京証券取引所の市場第一部（東証一部）上場。
2017年（平成29年）時価総額が1000億円を達成。
2019年（令和元年）「市場が評価した経営者ランキング」第1位（東洋経済オンライン）に選出。
2021年（令和3年）3月、株式会社FM NORTH WAVE取締役会長に就任。
2021年（令和3年）4月、ダイヤモンド社から初の著書『売上最小化、利益最大化の法則──利益率29%経営の秘密』を出版。会社の弱点が一発でわかる「５段階利益管理」、一度つかんだ顧客を絶対に離さない商品・人材・マーケティング戦略を紹介。
2021年（令和2年）4月23日、紺綬褒章を受章。地域支援が評価された。
2021年（令和3年）5月、株式会社ASHIGARU（現 株式会社SALONMOON）取締役に就任。
2022年（令和4年）6月、実業之日本社から自身の2冊目の著書『ファンダメンタルズ×テクニカル マーケティング ーWebマーケティングの成果を最大化する83の方法』を出版。〝無一文から4年連続上場＆株価上昇率日本一〟東証プライム上場社長・現役マーケッターの木下が、Webマーケティングの成果を最大化する83の手法を公開。『2021年 スタートアップ・ベンチャー業界人が選ぶビジネス書大賞』を受賞。　
2022年（令和4年）11月、ダイヤモンド社から自身の3冊目の著書『時間最短化、成果最大化の法則─１日１話インストールする“できる人”の思考アルゴリズム』を出版。頑張っているのに成果が出ない人に教えてあげたい45の法則、行動量が10倍アップする【ピッパの法則】、戦いを「略す」のが戦略【ボールペンより鉛筆を探す】法則、逆張りで仕事が10倍楽しくなる【「今がチャンス」は見送る】法則など紹介。
TBSテレビ 『がっちりマンデー』にてニトリ似鳥会長と、食べチョク秋元代表が「2022年に読んだオススメ本3選」に選抜。
2023年（令和5年）11月、ダイヤモンド社から自身の4冊目の著書『チームX(エックス)── ストーリーで学ぶ１年で業績を13倍にしたチームのつくり方』を出版。木下の実話ストーリー、一瞬にして破滅へ導く5つの「企業組織病」と、どん底からV字回復へ導く5つの「Ｘ(変革)ポイント」を紹介。経営コンサルタント・神田昌典が絶賛して帯を書いている。
2024年（令和6年）9月、ダイヤモンド社から自身の5冊目の著書『「悩まない人」の考え方 ── 1日1つインストールする一生悩まない最強スキル30]』を出版。ここ20年以上、まともに悩んだことがない木下が、この一冊で一生分の悩みが9割消えるノウハウを披露。「出来事」「仕事」「他者」に一生悩まない最強スキル30にまとめた。
著作累計28万部を超える。日本政府より紺綬褒章8回受章。「びっくりするほどよい商品ができたときにしか発売しない」という高品質の健康食品・化粧品で絶対に利益が出る通販モデルを確立。「北の快適工房」ブランドで、機能性表示食品「カイテキオリゴ」やギネス世界記録認定・世界売上No.1（3年連続）となった化粧品「ディープパッチシリーズ」などヒットを連発させる。史上初の4年連続上場。株価上昇率日本一（2017年、1164％）、社長在任期間中の株価上昇率ランキング日本一（2020年、113.7倍、在任期間8.4年）。

## 書籍
- 『売上最小化、利益最大化の法則──利益率29%経営の秘密』（2021年4月28日、ダイヤモンド社） ISBN 978-4478113127
- 『ファンダメンタルズ×テクニカル マーケティング ーWebマーケティングの成果を最大化する83の方法』（2022年6月16日、実業之日本社)　ISBN 978-4408650043
- 『時間最短化、成果最大化の法則─１日１話インストールする“できる人”の思考アルゴリズム』（2022年11月16日、ダイヤモンド社） ISBN 978-4478115824
- 『チームX（エックス）── ストーリーで学ぶ１年で業績を13倍にしたチームのつくり方』（2023年11月15日、ダイヤモンド社）  ISBN 978-4478118351
- 『「悩まない人」の考え方 ── 1日1つインストールする一生悩まない最強スキル30』（2024年9月4日、ダイヤモンド社)　ISBN 978-4478120514
- 『なぜあの商品、サービスは売れたのか？トップマーケッターたちの思考』（2025年、実業之日本社）ISBN 9784408651422

## CD
- 『「北の達人」競合を突き放す５つの戦略』（CD3枚組、日本経営合理化協会、2020年）

## 受賞歴
- 紺綬褒章8回受賞[19]
- 市場が評価した経営者ランキング 第1位（東洋経済ONLINE 2019年）[19]
- Japan Venture Awards 2017「eコマース推進特別賞」受賞[19]
- EYアントレプレナー・オブ・ザ・イヤー 2015ジャパン 日本代表候補ファイナリスト[19]
- フォーブス アジア「アジアの優良中小企業ベスト200」4度受賞

## ビジネス論
- 人生が変わる「ピッパの法則」- ピッと感じたら、後でじっくりやろうと考えるのではなく、パッとやること。パッとできないときは、できる日をその場でスケジュールに組んでしまう[20][21]。
- 好きな言葉は「成功するまでやめなければ必ず成功する」[22]。
- 起業家にとって大切な素養は「ホットハート（Hot heart）」「クールヘッド（Cool head）」「タフネスマインド（Toughness mind）」[22]。
- 社員を守るための手元資金は確保しておく[23]。
- 固定資産を持ち過ぎない[23]。
- 98%ボツにしても納得できるものしか商品化しない[23]。
- 成果＝スキル×思考アルゴリズム（考え方の手順）[21]
- あとでじっくり考えない法則[21]。
- タスクを書き込むのではなく、その場でこなす[24]。
- すぐにやることで、物事が動くことを実感する[24]。
- 10回本気でチャレンジすれば、誰でも1回は成功する。1回でも成功すれば、失敗しているあいだも評価は下がらない[25]。

## 出演

### テレビ
- 『ガイアの夜明け』（テレビ東京）[26]
- 『中村美彦の臥竜清談』（テレビ北海道）[27]
- 『Biz.com北海道』（北海道テレビ）[28]
- 『明石家さんまと日本の社長』（フジテレビ）[29]

### ラジオ
- 『望月智之イノベーターズ・クロス』（ニッポン放送）[30]

### インターネット放送
- 『西野亮廣 / Akihiro Nishino』（YouTubeチャンネル）
- 『PIVOT』（YouTubeチャンネル）
- 『新R25』（YouTubeチャンネル）
- 『ReHacQ−リハック−』（YouTubeチャンネル）
- 『転職のサラタメさん』（YouTubeチャンネル）- 「サラタメが木下を1日密着」　https://www.youtube.com/watch?v=03ytZRAX_Ik
- 『内定チャンネル』（YouTubeチャンネル）　https://www.youtube.com/watch?v=m3rHdXv2HoE

### 雑誌
- 『日経ウーマン』（日経BP社）[31]
- 『プレジデント』（プレジデント社）[32]
- 『週刊ダイヤモンド』（ダイヤモンド社）[33]
- 『日経トップリーダー』（日経BP社）[34]
- 『100万社のマーケティング』（宣伝会議）[35]